# Castelo de Komoro
O Castelo de Komoro (小諸城 Komorojō?) é um castelo japonês do tipo hirayamashiro localizado em Komoro, na Prefeitura de Nagano, Japão. Foi construído pelo lendário Takeda Shingen no ano de 1554. Em 1590, Sengoku Hidehisa tornou-se o daimyo do han tomando, assim, posse do castelo. Hidehisa foi sucedido por seu filho, Sengoku Tadamasa, quem foi encarregado de realizar várias melhoras na fortaleza e os fundamentos do tenshu datam desta época. O tenshu sofreu um grave incêndio durante o período Edo e acabou destruído.
Grande parte do que restou do castelo foi demolido durante a Restauração Meiji, em 1871.
Atualmente as suas ruínas, assim como as portas Ote e Sanno, estão abertas ao público e foram declaradas como Propriedade Cultural Importante pelo governo deste país.